# Harvest Moon (álbum)
Harvest Moon es el vigésimo primer álbum de estudio del músico canadiense Neil Young, publicado por la compañía discográfica Reprise Records en octubre de 1992. El álbum supuso un retorno del músico al folk y al country y fue considerado como una secuela de Harvest debido a la presencia de músicos como Ben Keith, Kenny Buttrey y Tim Drummond, que también participaron en la grabación de Harvest.
Tras una extensa gira con Crazy Horse que desembocó en el lanzamiento de Weld y recuperado de una lesión de acúfeno agudizada tras la grabación de Ragged Glory, Young decidió volver a grabar un álbum de marcado carácter folk en Nashville, Tennessee, junto a The Stray Gators y con la colaboración de Linda Ronstadt, James Taylor y Nicolette Larson en los coros. El álbum incluyó canciones destacadas como «Harvest Moon», que incluyó el barrido de una escoba como instrumento de percusión, y «Old King», un tema dedicado a Elvis, un perro del músico que falleció poco antes.
Harvest Moon ganó el premio Juno al mejor álbum del año en 1994. En 2009, Young publicó Dreamin' Man Live '92, un álbum en directo de las canciones incluidas en Harvest Moon, interpretadas en una gira en solitario anterior al lanzamiento del disco.
Ann Wilson, cantante del grupo Heart, grabó una versión de la canción "War of Man" para su álbum de 2007 Hope & Glory con Alison Krauss. Por su parte, Ben Gibbard, cantante de Death Cab for Cutie, cantó una versión en directo de "Harvest Moon" el 7 de mayo de 2007 en Somerville, Massachusetts.

## Recepción
Tras su publicación, Harvest Moon obtuvo buenas críticas de la prensa musical. Matthew Greenwald de Allmusic calificó la canción que da título al álbum, «Harvest Moon», como «positivamente magnífica», mientras que Classic Rock Review lo nombró el mejor disco de 1992.
A nivel comercial, Harvest Moon fue uno de los trabajos más exitosos de Young. Alcanzó el puesto cuatro en la lista Canadian Albums Chart, país donde se convirtió en el álbum más vendido del músico: fue certificado como disco de platino en siete ocasiones al superar las 700 000 copias vendidas. En el Reino Unido, el álbum llegó al puesto nueve de la lista UK Albums Chart, mientras que en los Estados Unidos alcanzó el puesto 16 de la lista Billboard 200 y fue certificado como doble platino por la RIAA.

## Lista de canciones
Todas las canciones escritas y compuestas por Neil Young. 
| N.º | Título                                                                    | Duración |  |
| 1.  | «Unknown Legend»                                                          | 4:32     |  |
| 2.  | «From Hank to Hendrix»                                                    | 5:12     |  |
| 3.  | «You and Me»                                                              | 3:45     |  |
| 4.  | «Harvest Moon»                                                            | 5:03     |  |
| 5.  | «War of Man»                                                              | 5:41     |  |
| 6.  | «One of These Days»                                                       | 4:55     |  |
| 7.  | «Such a Woman»                                                            | 4:36     |  |
| 8.  | «Old King»                                                                | 2:57     |  |
| 9.  | «Dreamin' Man»                                                            | 4:36     |  |
| 10. | «Natural Beauty» (En directo, The Civic Auditorium, Portland, 23/01/1992) | 10:22    |  |

## Personal
Músicos
- Neil Young & The Stray Gators:
  - Neil Young: voz, guitarra, armónica, banjo, piano, armonio y vibráfono.
  - Kenny Buttrey: batería
  - Tim Drummond: bajo, marimba y escoba.
  - Ben Keith: pedal steel guitar, dobro y coros.
  - Spooner Oldham: órgano, piano y teclados.
- Linda Ronstadt: coros
- James Taylor: coros
- Nicolette Larson: coros
- Astrid Young: coros
- Larry Cragg: coros
- Maria Newman, Robin Lorenz, Berg Garabedian, Betty Byers, Valerie Dimond, Carrie Prescott, David Stenke, Larry Corbett, Greg Gottlieb, Haim Sitrum, Cindy McGurty, Harris Goldman, Israel Baker, Rick Gerding, Matt Funes, Adriana Zoppo, Ericka Duke y David Shamban: orquesta en «Such a Woman».

## Posición en listas
| País           | Lista                      | Posición |
| -------------- | -------------------------- | -------- |
| Alemania       | Media Control Top-50 Chart | 34       |
| Austria        | Ö3 Austria Top 40          | 20       |
| Australia      | ARIA Albums Charts         | 40       |
| Canadá         | Canadian Albums Chart      | 4        |
| Estados Unidos | Billboard 200              | 16       |
| Noruega        | VG-lista Albums Chart      | 6        |
| Reino Unido    | UK Albums Chart            | 9        |
| Países Bajos   | Mega Album Tol 100         | 23       |
| Suecia         | Albums Top 60              | 13       |
| Suiza          | Hit Parade Albums Top 100  | 31       |

| Sencillo         | Lista                  | Posición más alta |
| ---------------- | ---------------------- | ----------------- |
| «War of Man»     | Mainstream Rock Tracks | 7                 |
| «Unknown Legend» | Mainstream Rock Tracks | 38                |
| «Harvest Moon»   | UK Singles Chart       | 36                |

## Certificaciones
| Fecha                 | País           | Organismo certificador | Certificación | Ventas certificadas |
| --------------------- | -------------- | ---------------------- | ------------- | ------------------- |
| 24 de febrero de 2000 | Canadá         | CRIA                   | Platino (x8)  | 800 000             |
| 16 de julio de 1997   | Estados Unidos | RIAA                   | Doble platino | 2 000 000           |